# Lundgrenosis squamosa
Lundgrenosis squamosa là một loài bọ cánh cứng trong họ Cerambycidae.